# 세르주 갱스부르
세르주 갱스부르(프랑스어: Serge Gainsbourg 세르주 갱즈부르[*], 프랑스어 발음: [sɛʁʒ ɡɛ̃zbuʁ], 1928년 4월 2일 파리 ~ 1991년 3월 2일)는 프랑스의 싱어송라이터이자, 시인, 피아니스트, 화가, 각본가, 연출가, 작가, 배우, 영화인이다.
갱스부르는 여러 음악 기법을 시도한 싱어송라이터로서 큰 명성을 얻었다. 또한 영화와 문학에도 도전하여 여러 영화와 비디오 클립을 연출했으며, 40곡이 넘는 영화 음악을 작곡했다. 세르주 갱스부르라는 예명을 쓰기 전인 1950년대 중반, 그는 쥘리앵 그리스(Julien Gris, 후에 Julien Grix)라는 예명을 썼다. 1980년대에는 자신의 또 다른 자아 격으로 갱스바르(Gainsbarre)라는 이름을 만들기도 했다.
갱스부르는 브리짓 바르도부터 세번째 자식 샤를로트 갱스부르를 낳은 제인 버킨까지 무척 유명한 여배우와 여가수들의 인생을 관통했다. 이혼 후 그는 “밤부”라고도 불린 폰 파울루스를 만나 네번째이자 마지막 자식으로 “뤼뤼”라고 불린 뤼시앵 갱스부르를 낳는다.
그는 그룹 택시 걸, 르노나 에티엔 다로같은 프랑스 예술가들에게 엄청난 영향을 끼쳤을 뿐 아니라, 프랑스어권이 아닌 벡 한센이나 마이크 패튼, 그룹 포티셰드나 작곡가 데이빗 홈스같은 예술가들에게도 영향을 끼쳤다.
프랑스어권을 벗어나면 그의 명성은 음악 관련 직업을 가진 이들에게 한정되어 있으나, 그는 1968년에 빌보드 200에서 12위를 한 보니 앤 클라이드 (브리짓 바르도와 함께)와 1970년 빌보드 196위를 한 제인버킨/세르주 갱스부르라는 두 장의 음반을 미국에서 수백만장을 팔며 성공한다. 그의 노래 Je t'aime… moi non plus는 라디오 곡 송출에 제한이 걸렸음에도 불구하고 빌보드 핫 100에서 58위를 기록했으며, 영국에서는 음반 판매량 1위를 기록하며 더 큰 성공을 거둔다. 그의 연주는 미국에서 프랑스어 노래로 벨기에 여가수 쇠르 수리르의 음반들과 비견될 정도이다.

## 생애

### 유년기와 청년기
러시아계 유대인 이민자의 아들이었던 그는 화가가 되고 싶어했으나, 여러 음악 기법을 시도한 싱어송라이터로 명성을 떨쳤다. 그는 영화와 문학에도 도전했다. 1896년 3월 27일 (튀르키예) 콘스탄티노플에서 태어난 그의 아버지 조제프 갱스부르(Joseph Ginsburg, 1971년 4월 22일 사망)는 회화에 흥미를 가졌고, 페트로그라드 예술학교에 들어갔으며 그 후 음악을 배우고자 모스크바 예술학교에 들어갔다. 그는 피아노를 택했다. 이후 크리미아에서 그는 올리아(Olia)나 올가(Olga)라고도 불린 메조소프라노, 브뤼샤 고다 베스망(Brucha Goda Besman) (1894-1985)를 만나게 되고 그녀와 1918년 6월 17일 결혼한다. 1919년 조제프와 올가는 적백내전과 볼셰비키 독재를 피해 (우크라이나) 오데사를 떠나 조지아로, 그후 이스탄불로 망명을 가게 되고 19121년 3월 25일 전에 마르세유를 거쳐 루이드레퓌스 은행에서 일하던 올가의 남자 형제가 있는 파리에 정착한다.(p. 11) 조제프는 바와 카바레의 피아니스트였고, 올가는 러시아 예술학교에서 노래를 했다. 그들은 파리 20구 중국로 (rue de la Chine) 35번가에서 살았다. 그들은 1922년 16개월 후 페렴으로 요절한 마르셀을 낳았고 그 후 1926년 딸 자클린을 낳는다. 마지막으로 1928년 시테섬의 오텔듀 드 파리(Hôtel-Dieu de Paris) 산과 병원에서 이란성 상둥이 릴리안과 뤼시앵을 낳는다. (올가는 낳지 않고 유산하기를 원했다.)) 쟁스부르 가족은 1932년 6월 9일 프랑스 국적을 획득한다.
어린 시절 뤼시앵은 혼잡한 파리 9구 샤탈로 (rue Chatal) 20번지에서, 이후로는 11번지에서 살았다. 그의 아버지는 그에게 클래식 피아노를 가르치려 했고 회화의 세계를 향해 그를 이끌었다. 독일의 프랑스 점령 시절, 그는 “노란 별”을 차야만 했다. (“보안관 뱃지”, 그는 훗날 비웃으며 말하길, “나는 좋은 뱃지 아래서 태어났다...노란색의”) 1941년 여름이 시작되자, 그는 쿠르제나르 사르트의 바티스트와 이르마 뒤뮈르(Dumur)네 “바스티에르”(La Bassetière)라 불리던 장소로 부모와 함께 피난간다. 유대인들이 예술과 관련된 직업에 종사하는 것은 금지당했고 어느 누구도 그의 아버지를 피아니스트로 고용하려 하지 않았다. 그의 아버지는 직업을 얻고 곤궁에서 벗어나고자 1942년 자유 지역으로 가야만 했다. 수도 파리에서 경찰의 검문은 점점 많아졌고 가족 전체는 위조 여권과 함께 1944년 1월에 리모쥬 지방에서 그의 아버지와 마침내 재회했다. 그들은 김바르(Guimbard)라는 가짜 성씨를 쓰면서 오트비엔의 생시르로 망명했다. 딸들은 종교 학교에, 생레오나르드노블라(Saint-Léonard-de-Noblat)의 예수회 콜레쥬 (프랑스의 중학교)로 보냈다. 그는 가짜 신분의 기숙생이었다. 어느날 저녁, 게슈타포가 그곳에서 유대인 아이를 보호하고있지는 않은가 확인하려고 들이닥쳤다. 기숙학교 주임들은 그를 숲에가 홀로 숨겼고 그곳에서 그는 죽거나 잡히는 공포에 떨면서 밤을 내내 지새웠다. 이 사건 이후로 그는 자신이 생존자라는 사실을 의식하며 산다.
전쟁 기간 동안, 쟁스뷔르 가족은 비시 정부가 설립한, 그들을 “국익과 무관한 이스라엘인”으로 간주한 특별위원회에 의해 프랑스 국적을 박탈당한다. 2010년에야 밝혀진 이 위원회의 보고 문건에서는세르주의 아버지 조제프에 관해 “피아니스트로서 자주 이사를 가던 쟁스부르는 현재 리옹에 거주중이다. [...] 그의 아들 뤼시앵은 뒤 게슬랭(Du Guesclin) 콜레주에 재학 중이다. [...] 그러나 그가 1941년 그의 신념으로 인한 문제를 피하고자 자유 구역으로 가기 위해 수도를 떠났다는 것이 드러났다. 위원회는 “전면 박탈”을 선고한다.”라고 쓰여있다. 세르주 갱스부르는 이 국적박탈에 대해 전혀 알지 못했다.
프랑스 해방 이후 파리로 돌아온 쟁스뷔르 가족은 파리 16구 뷔조가 (avenue Bugeaud) 55번지에 자리를 잡았다. 뤼시앵은 리세 콩도르세에서 바칼로레아를 치루기 전까지는 성적이 부진했으나 그는 국립 고등 미술 학교에 들어갔고, 그의 회화 교수 앙드레 로트(André Lhote)와 페르디낭 레제(Fernand Léger)가 있던 아카데미 드 몽마르트에 자주 드나들었다.
 그는 1947년 3월 5일 초현실주의자들, 특히 조르주 위녜ー레비츠키 이 사람의 조수였었다ー와 친분이 있던 러시아 귀족의 딸이자, 훗날 뤼시앵 자신의 아내가 될 엘리자베트 레비츠키와 아카데미 드 몽마르트르에서 만났다.
청년 시절 그는 아버지와 함께, 제인 버킨이 메모한 르 투케, 카부르, 트루빌, 디나르나 아르카숑의 지역같은, 프랑스의 여러 영국인 휴양지로 여행을 갔다.
1948년은 뤼시앵에게 중요한 해였다. 그는 쿠르브부아에 소재한, 이후 명령 불복종으로 영창을 자주 가게 될, 93 보병연대에 징집되었다. 그는 여기서 알코올에 빠지게 된다. 허가 없이 그는 군 동료들과 함께 와인에 취했다. 또한 그가 이 시기에 기타 치는 법을 배웠다.

### 프랑스 갈을 위한 유로비전
쥘리에트 그레코(Accordéon, La Javanaise)와 페툴라 클라크(La Gadoue)를 위해 작곡한 곡들로 첫 성공을 거둔 갱스부르는 프랑수아즈 아르디(Comment te dire adieu)와 특히 프랑스 갈에게 써준 곡들 덕으로 마침내 대중들을 사로잡는데에 성공한다.
N'écoute pas les idoles, Laisse tomber les filles같은 노래를 성공적으로 소화한 프랑스 갈은 이후 마르티티에와 질베르 카르팽티에가 권하여 갱스부르가 작곡한 열 곡 중 선택된 Poupée de cire, poupée de son라는 제목의 곡으로 1965년 3월 20일 유로비전 콩쿠르 대상을 타게 된다. 대상을 받은 이 샹송은 프랑스 갈에게 일본에서까지 국제적으로 명성을 떨치게 해주었다. 갱스부르는 1966년 프랑스 갈에게 또 한번 Baby Pop과 Les Sucettes라는 곡들을 써준다. 그는 1966년 4월 프랑스 예예 스타(프랑스 갈 포함)들이 모인 <세기의 사진>에서도 모습을 보인다.

### 갱스부르의 노래를 부른 여가수

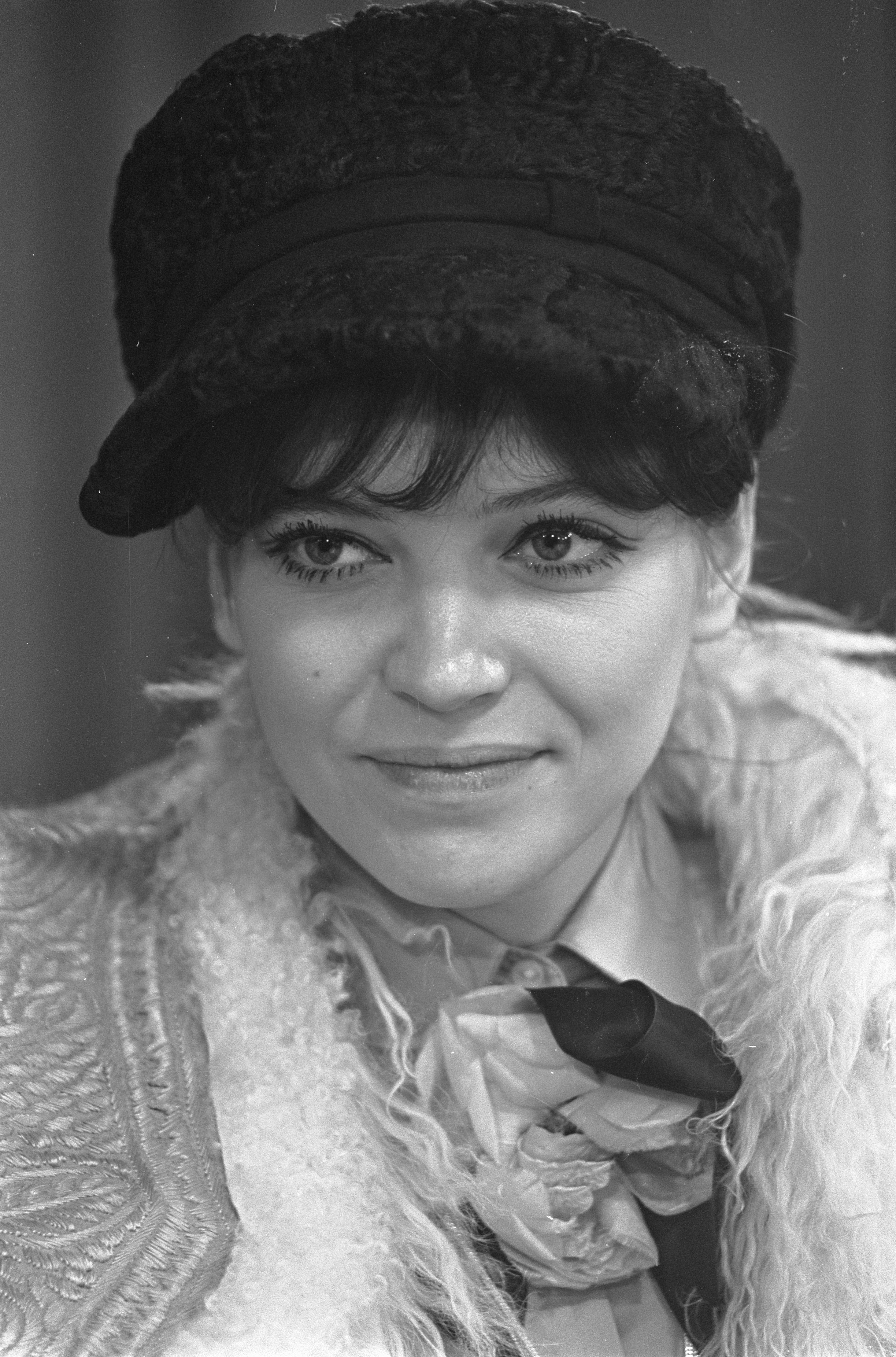
1968년의 안나 카리나.

세르주 갱스부르는 많은 여가수들에게 작곡을 해주었는데, 그 중에는 다음과 같은 가수가 있다.
- 안나 카리나
- 방부
- 브리짓 바르도
- 카트린 드뇌브
- 샤를로트 갱스부르 (자신의 딸)
- 달리다
- 다니
- 프랑스 갈
- 프랑수아즈 아르디
- 이자벨 아자니
- 제인 버킨
- 조엘 위르쉴
- 쥘리에트 그레코
- 마리안 페이스풀
- 미셸 아르노
- 미셸 메르시에
- 미셸 다르
- 페툴라 클라크
- 레진
- 발레리 라그랑주
- 바네사 파라디
- 지지 장메르

### 노래와 기타 음악 작품
- 69 année érotique
- Anna, comédie musicale
- Je t'aime… moi non plus
- Laisse tomber les filles
- N'écoute pas les idoles
- Aux armes et cætera
- Pauvre Lola
- Pourquoi un pyjama ?
- Chanson de Prévert
- Comic Strip

## 음반

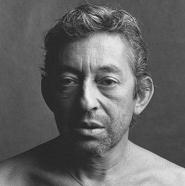
세르주 갱스부르, 장 프랑수아 보레 촬영.

- 1958 : Du chant à la une !
- 1959 : Serge Gainsbourg N°2
- 1961 : L'Étonnant Serge Gainsbourg
- 1962 : Serge Gainsbourg N°4
- 1963 : Gainsbourg Confidentiel
- 1964 : Gainsbourg Percussions
- 1968 : Bonnie and Clyde
- 1968 : Initials B.B.
- 1969 : Jane Birkin - Serge Gainsbourg
- 1971 : Histoire de Melody Nelson
- 1973 : Vu de l'extérieur
- 1975 : Rock Around the Bunker
- 1976 : L'Homme à tête de chou
- 1979 : Aux armes et cætera
- 1981 : Mauvaises nouvelles des étoiles
- 1984 : Love on the Beat
- 1987 : You're Under Arrest